# Pisístrat de Beòcia
Pisístrat de Beòcia (en llatí Peisistratus, en grec antic Πεισι ́στρατος) fou un home d'estat tebà que va abraçar el partit romà en el període de la lluita entre Roma i Filip V de Macedònia. Va ser l'element clau, juntament amb Zeuxip, per aconseguir l'adhesió de la Lliga Beòcia a la política romana i al cònsol Flaminí.
Quan després de la batalla de Cinoscèfales la facció rival de Braquil·les es va imposar al front de l'estat, Pisístrat i Zeuxip el van fer assassinar, un crim pel qual Pisístrat va ser finalment condemnat a mort, segons Titus Livi i Polibi.